# Schomlauer Nockerl

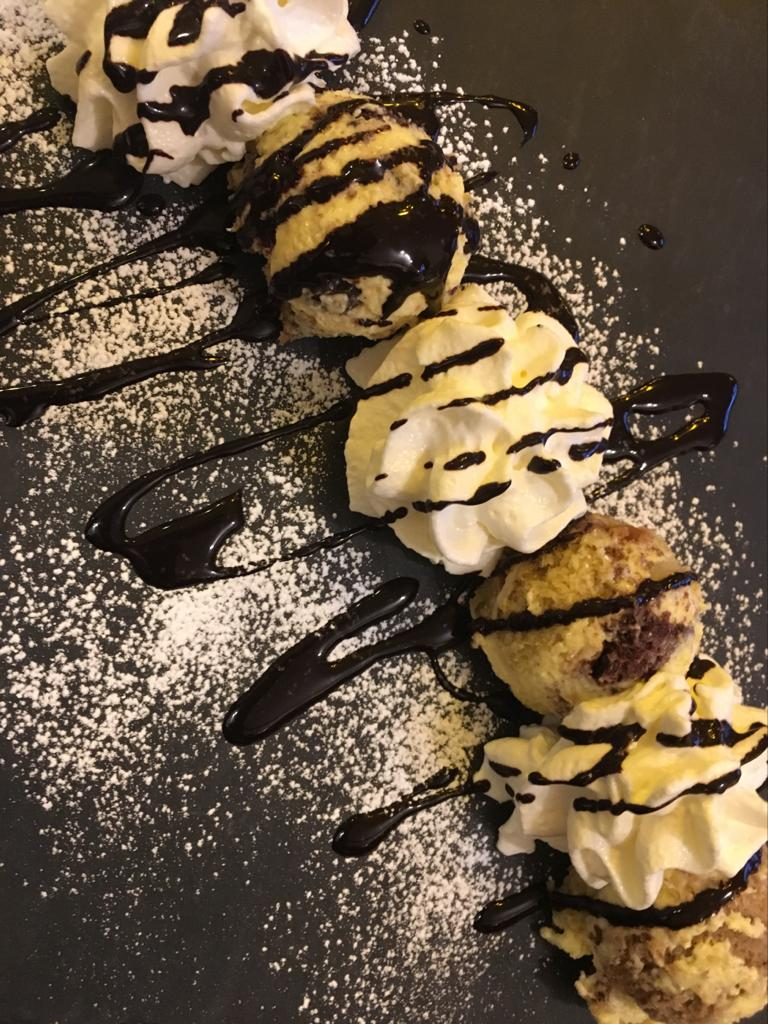
Schomlauer Nockerln, Sopron 2020

Schomlauer Nockerln, auch Somlauer Nockerln (ungarisch: Somlói Galuska), sind eine traditionsreiche ungarische Süßspeise. Es handelt sich um zweierlei Biskuit mit Vanillepudding, Rum-Rosinen und Schokoladensoße. Schomlauer Nockerln werden auch in Österreich in vielen Gaststätten angeboten, insbesondere im Burgenland.

## Geschichte
Benannt wurde das Dessert nicht, wie manchmal behauptet, nach dem erloschenen Vulkan Somló, sondern nach dem Hügel Somlyó bei Fót. Erdacht wurde das Dessert in den 1950er Jahren vom damaligen Oberkellner des Gundels, Károly Gollerits. Für die Umsetzung der Idee war der Konditormeister József Béla Szőcs verantwortlich, der die Speise nach besagtem Hügel benannte, an dem sich sein Wohnort befand und wo er eine Konditorei betrieb. 1958 wurde das Dessert in Brüssel ausgezeichnet. Der Legende nach änderte sich der Name dabei wegen eines Schreibfehlers von Somlyói zu Somlói.

## Zubereitung
Zur Vorbereitung bereitet man eine Biskuitmasse zu. Anschließend teilt man diese und mischt unter eine Hälfte Kakaopulver. Aus diesen Massen werden dünne Biskuitböden gebacken. Die Rosinen werden entweder in Rum oder in einer Rum-Wasser-Zuckermischung eingeweicht. Außerdem kocht man einen Vanillepudding und mischt diesen ggf. mit geschlagenem Obers. Die Zubereitung erfolgt durch die Schichtung in einer Form. Den Boden bildet der helle Biskuit. Auf diesen gibt man jeweils die Hälfte der Rosinenmischung und des Puddings und verstreicht dies gleichmäßig, darauf folgt der dunkle Biskuit, die restlichen Rosinen und abschließend der Pudding. Abschließend lässt man die Nockerln für mehrere Stunden gekühlt ruhen. Es sind verschiedene Varianten üblich: Teilweise verwendet man nur hellen Biskuit, auch ist es üblich, die oberste Puddingschicht mit Kakaopulver zu bestreuen. Außer Rosinen werden auch gehackte Walnüsse und Mandeln in die Schichten eingearbeitet.
Vor dem Servieren sticht man ursprünglich Nocken vom Teig ab und serviert diese mit Schokoladensauce, Schlagobers, garniert mit Kakaopulver, Walnüssen oder Mandeln.